# Onthophagus fuscus
Onthophagus fuscus là một loài bọ cánh cứng trong họ Bọ hung (Scarabaeidae).